# 弗莱尔
- 關於法国加来海峡省同名市镇，請見「弗莱尔 (加来海峡省)」。
- 關於法国索姆省同名市镇，請見「弗莱尔 (索姆省)」。
- 關於法国索姆省市镇Flers-sur-Noye，請見「努瓦河畔弗莱尔」。
- 關於法国北部省市镇Flers-en-Escrebieux，請見「弗莱尔斯-昂内斯克勒比约」。
- 關於法国约讷省市镇Fleys，請見「弗莱」。

弗莱尔（法語：Flers，法語發音：[flɛʁ]），法国西北部城市，诺曼底大区奥恩省的一个市镇，隶属于阿让唐区，其市镇面积为21.15平方公里，2022年1月1日时人口数量为14,308人，是该省人口第二多的市镇，在法国城市中排名第654位。
弗莱尔位于奥恩省西北部，韦尔河畔，诺曼底博卡日腹地，是一个区域性的中心城市，阿让唐－格朗维尔铁路由此通过，另有多条公路在此交汇。

## 地名来源
“弗莱尔”一名最初出现于公元12世纪，该名称来源于古法兰克语单词“hlar”，意为“湿润的土地”，可能与当地的自然地理景观有关。

## 历史

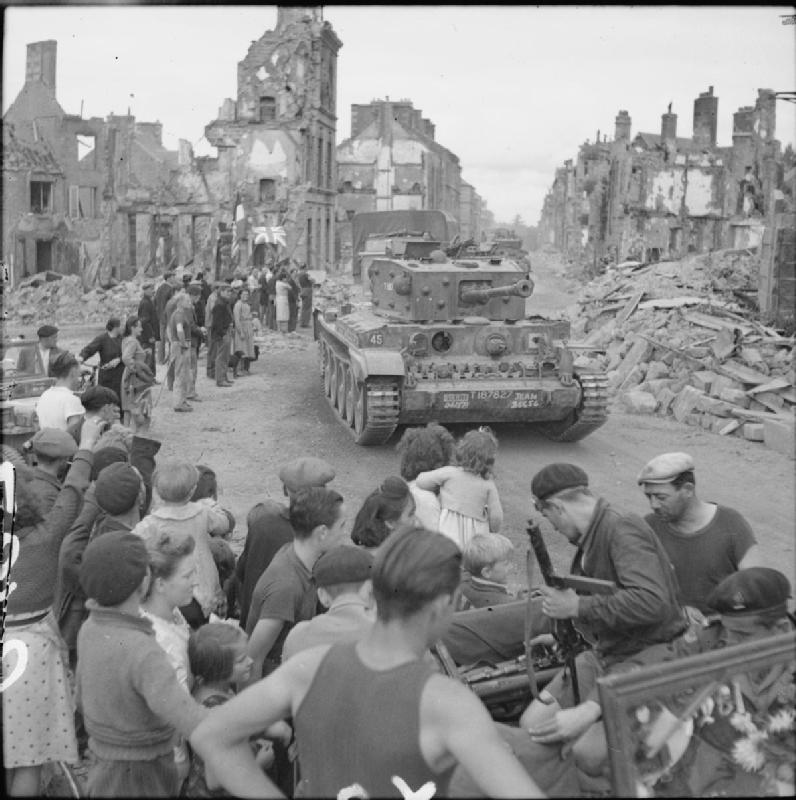
二战末期被严重破坏的弗莱尔市区

弗莱尔的早期历史尚不清楚，当地的领主于公元十世纪获得男爵头衔，12世纪时开始修建家族宅邸，15世纪时该城堡被格罗帕尔米家族（famille de Grosparmy）继承，其后代在原城堡主楼的基础上又兴建了城墙及花园。17世纪时，当地的领主拉莫特-昂戈德弗莱尔家族获得伯爵头衔，其城堡得到空前扩张，新增了数十处仓库及磨坊，城堡附近的城镇也得到了发展。法国大革命结束后，弗莱尔成为奥恩省的一个市镇，弗莱尔城堡成为市政府所在地。1793至1800年间，弗莱尔一度成为诺曼底舒昂党人的活动中心。工业革命期间，途径弗莱尔的阿让唐－格朗维尔铁路建成通车。弗莱尔出现了棉纺及漂白作坊，当地于1852年举办了纺织物展览。第二次世界大战期间，弗莱尔被纳粹德军占领，诺曼底登陆战役期间，弗莱尔作为纳粹德军的一处据点而遭到联军的猛烈轰炸，当地80%的建筑物被炸毁。二战后，弗莱尔逐渐恢复，但20世纪70年代的石油危机使得当地的多家工厂关闭，近四千名工人失业。2009年，弗莱尔汽车工业园建成投产。2019年11月8日，弗莱尔市政厅因火灾而被烧毁，新的市政厅预计2023年重建。

## 地理

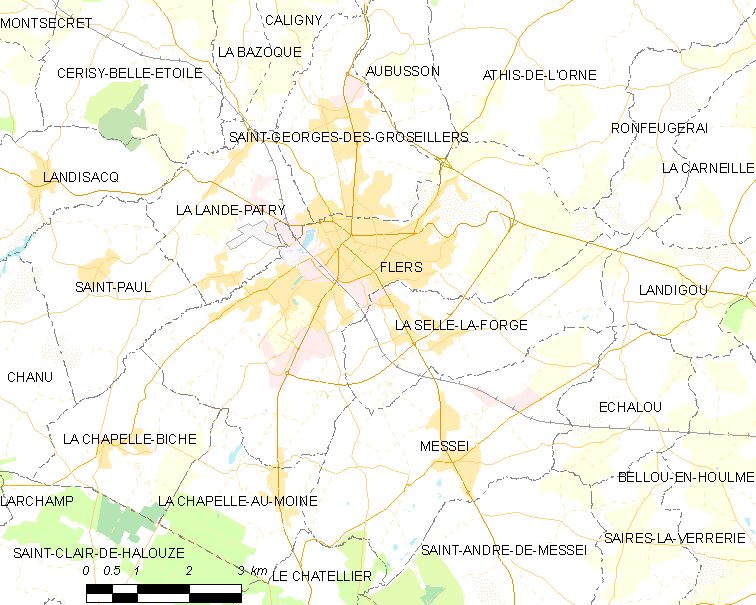
弗莱尔市镇范围地图

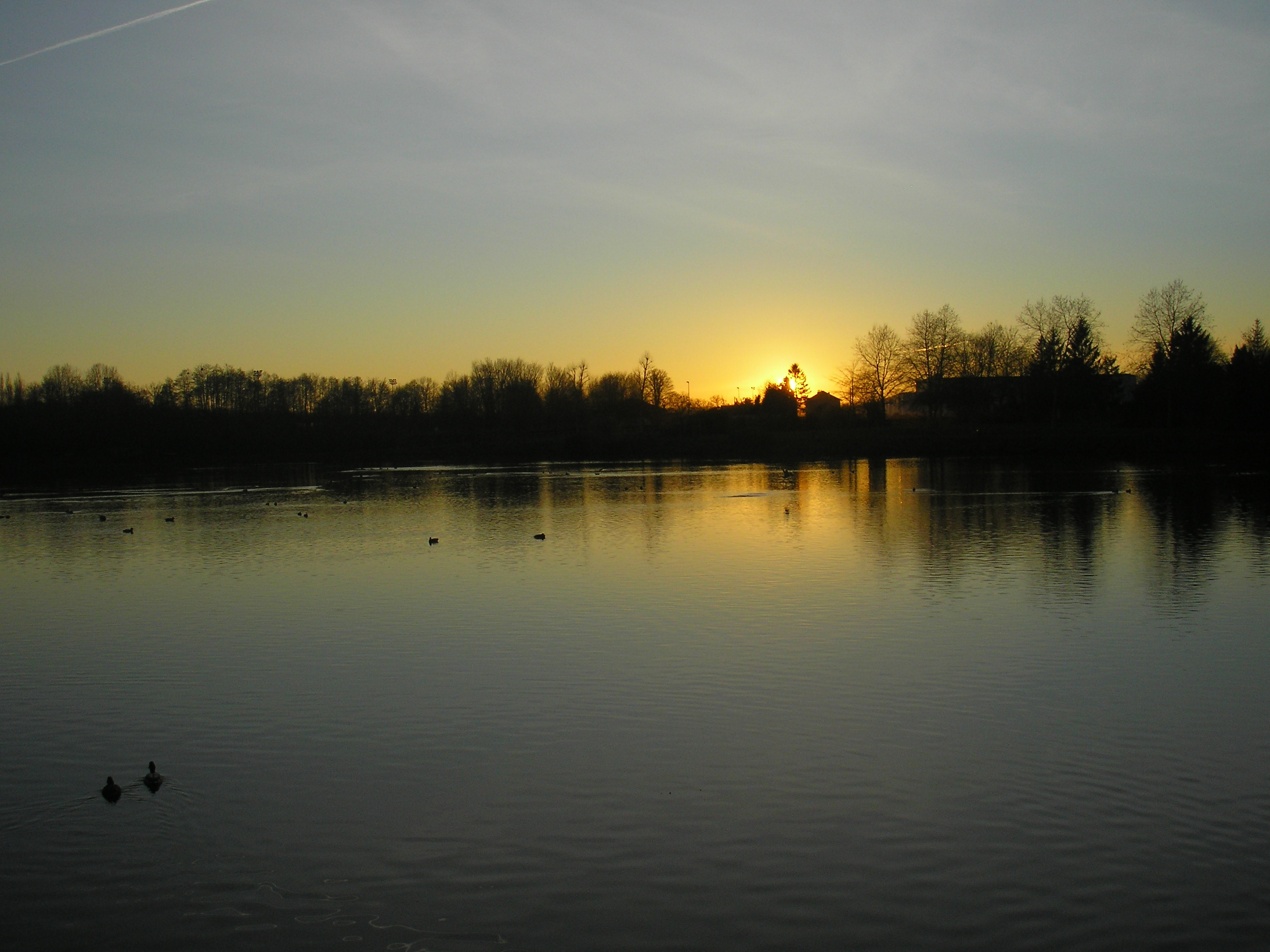
弗莱尔城堡附近的一处水塘

弗莱尔位于法国西北部，诺曼底大区西南部和奥恩省西北部，距离省会阿朗松大约74公里。与弗莱尔接壤的市镇包括：阿蒂斯-瓦勒德鲁夫尔、欧比松、拉沙佩勒欧穆瓦讷、拉沙佩勒比什、拉朗德帕特里、梅塞、圣乔治德格罗塞耶、圣保罗、拉塞勒拉福尔日。

### 地形
弗莱尔位于诺曼底丘陵西部，博卡日为当地主要的地理景观，境内以浅丘为主，市镇中心地势较为平坦，东北和西南两侧略有起伏，全境海拔在182到276米之间。

### 水文
韦尔河自东南向西北流经弗莱尔市区，该河是努瓦罗河的支流，属于奥恩河水系。

### 植被
弗莱尔属于温带阔叶混交林区，林地主要分布于城堡南侧，此外亦零散分布于市镇范围内的多个区域。
在鲜花城市的评比中，弗莱尔被评为3星级鲜花城市。

### 气候
弗莱尔在柯本气候分类法中属于温带海洋性气候。
弗莱尔境内设有气象站，以下为该气象站的数据：
| 弗莱尔1981年－2020年     | 弗莱尔1981年－2020年 | 弗莱尔1981年－2020年 | 弗莱尔1981年－2020年 | 弗莱尔1981年－2020年 | 弗莱尔1981年－2020年 | 弗莱尔1981年－2020年 | 弗莱尔1981年－2020年 | 弗莱尔1981年－2020年 | 弗莱尔1981年－2020年 | 弗莱尔1981年－2020年 | 弗莱尔1981年－2020年 | 弗莱尔1981年－2020年 | 弗莱尔1981年－2020年 |
| 月份                     | 1月                  | 2月                  | 3月                  | 4月                  | 5月                  | 6月                  | 7月                  | 8月                  | 9月                  | 10月                 | 11月                 | 12月                 | 全年                 |
| ------------------------ | -------------------- | -------------------- | -------------------- | -------------------- | -------------------- | -------------------- | -------------------- | -------------------- | -------------------- | -------------------- | -------------------- | -------------------- | -------------------- |
| 历史最高温 °C（°F）      | 20 (68)              | 20.8 (69.4)          | 24.4 (75.9)          | 26.6 (79.9)          | 30.4 (86.7)          | 34.9 (94.8)          | 36.6 (97.9)          | 38.9 (102.0)         | 33.5 (92.3)          | 28.9 (84.0)          | 21.6 (70.9)          | 17.2 (63.0)          | 38.9 (102.0)         |
| 平均高温 °C（°F）        | 8 (46)               | 8.6 (47.5)           | 11.5 (52.7)          | 13.6 (56.5)          | 17.1 (62.8)          | 20.1 (68.2)          | 22.6 (72.7)          | 22.8 (73.0)          | 20.1 (68.2)          | 16.1 (61.0)          | 11.5 (52.7)          | 8.3 (46.9)           | 15 (59)              |
| 日均气温 °C（°F）        | 5.3 (41.5)           | 5.5 (41.9)           | 7.8 (46.0)           | 9.5 (49.1)           | 12.8 (55.0)          | 15.6 (60.1)          | 17.8 (64.0)          | 18 (64)              | 15.6 (60.1)          | 12.4 (54.3)          | 8.4 (47.1)           | 5.7 (42.3)           | 11.2 (52.2)          |
| 平均低温 °C（°F）        | 2.6 (36.7)           | 2.4 (36.3)           | 4.2 (39.6)           | 5.3 (41.5)           | 8.5 (47.3)           | 11 (52)              | 13.1 (55.6)          | 13.2 (55.8)          | 11.1 (52.0)          | 8.7 (47.7)           | 5.3 (41.5)           | 3 (37)               | 7.4 (45.3)           |
| 历史最低温 °C（°F）      | −19.6 (−3.3)         | −16.5 (2.3)          | −7.4 (18.7)          | −6.5 (20.3)          | −4.5 (23.9)          | 1 (34)               | 1.2 (34.2)           | −0.6 (30.9)          | −5.4 (22.3)          | −4 (25)              | −6.8 (19.8)          | −11 (12)             | −19.6 (−3.3)         |
| 平均降水量 mm（）        | 66.1 (2.60)          | 52.4 (2.06)          | 55.6 (2.19)          | 50.4 (1.98)          | 62.6 (2.46)          | 57.9 (2.28)          | 52.6 (2.07)          | 51.2 (2.02)          | 60.8 (2.39)          | 77.6 (3.06)          | 74.6 (2.94)          | 78.1 (3.07)          | 739.9 (29.13)        |
| 月均日照時數             | 69.6                 | 84.3                 | 125.6                | 167.3                | 193.7                | 213.5                | 207.1                | 204.4                | 167.2                | 117.8                | 79.4                 | 61.4                 | 1,691.3              |
| 来源：annuaire-mairie.fr |                      |                      |                      |                      |                      |                      |                      |                      |                      |                      |                      |                      |                      |

## 行政区划
弗莱尔是法国诺曼底大区奥恩省的一个市镇，编号为61169。弗莱尔隶属于阿让唐区和奥恩省第三选区，管理弗莱尔第一县和第二县，同时也是弗莱尔城市圈公共社区的办公驻地。
法国国家统计与经济研究所（简称）在进行数据统计时，将弗莱尔及相邻的另外4个市镇设为弗莱尔城市核心区，并将包括核心区在内的周边共37个市镇划为弗莱尔城市区。自2020年起，弗莱尔城市区被包含38个市镇的弗莱尔城市辐射区代替。此外，还将弗莱尔市镇分为了7个“块区”（IRIS），以便于统计人口分布情况。

## 交通

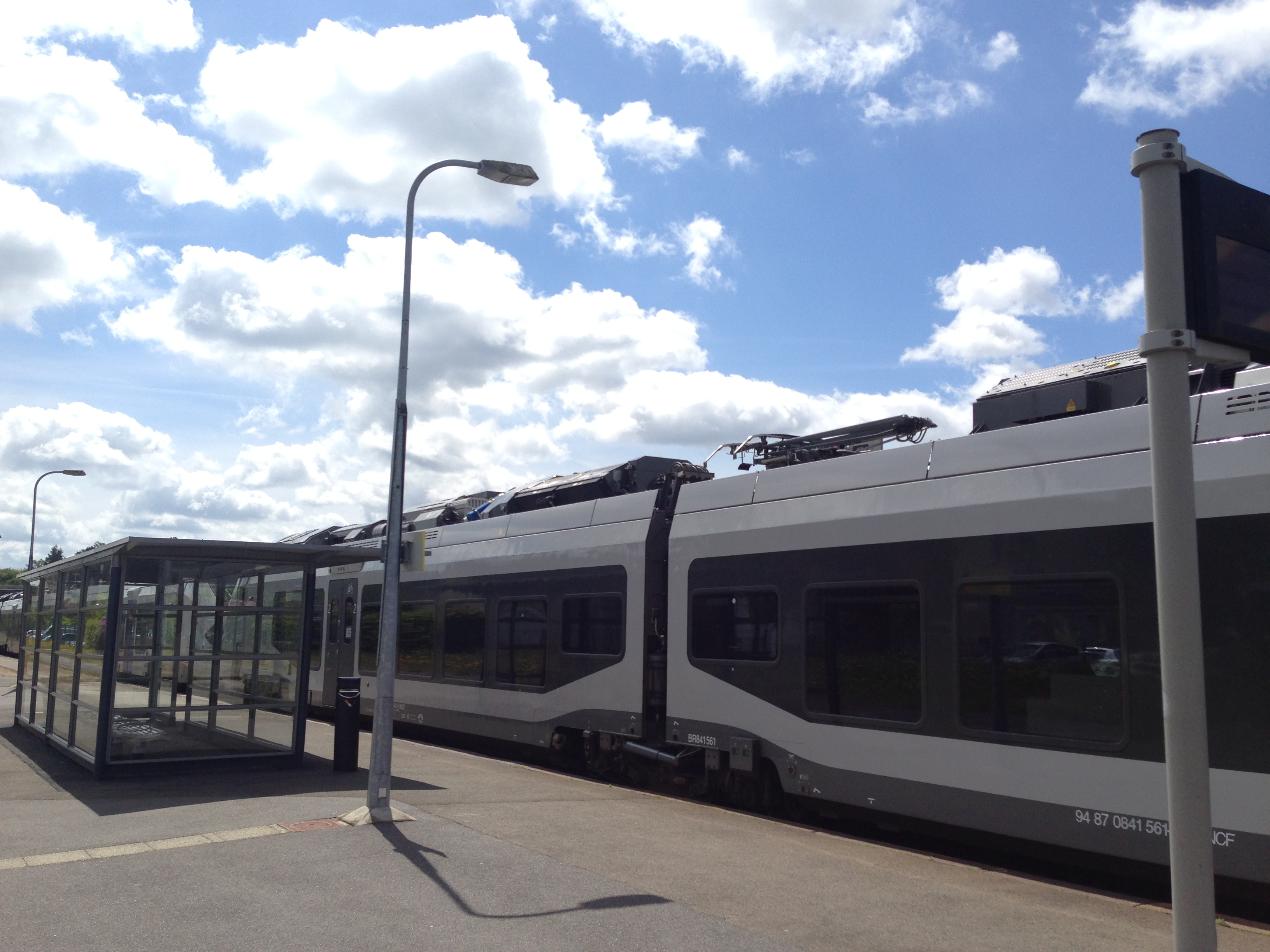
弗莱尔火车站内停靠的一辆Régiolis列车

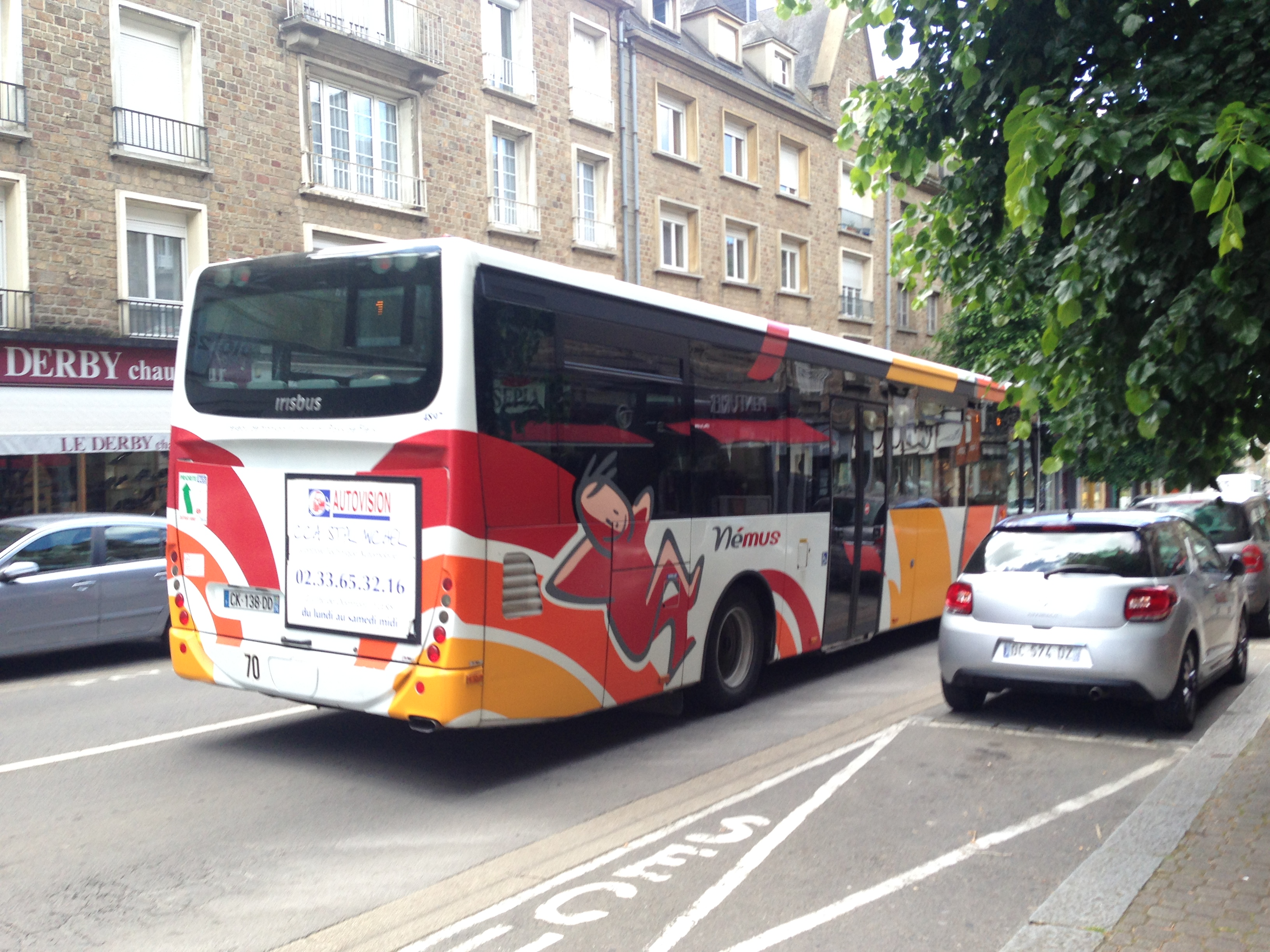
弗莱尔街头的一辆公共汽车

### 公路
奥恩省省道D18线、D25线、D118线、D217线、D268线、D300线、D462线、D924线和D962线在弗莱尔境内交汇，诺曼底大区下属的城际客运提供巴士线路，可前往周边部分市镇。
2018年，64.4%的弗莱尔家庭拥有至少一辆私人汽车。2019年，弗莱尔境内共发生各类交通事故5起，造成5人受伤。

### 铁路
弗莱尔位于阿让唐－格朗维尔铁路上。弗莱尔站位于市区中南部，停靠往返于巴黎和格朗维尔一线的区域列车。

### 航空
距离弗莱尔最近的民用航空站为卡昂机场，距离弗莱尔市中心的公路里程约70公里。

### 城市公共交通
弗莱尔城市公共交通（商业名称为）是当地的城市公共交通系统。截至2021年12月，该系统共包括3条公交线路，路网覆盖了弗莱尔市区内的主要街道和居民区。

## 政治
弗莱尔的现任市长为伊夫·戈阿杜埃先生，他是一名左翼无党派人士，在2020年的市政选举中获得了56.4%的支持率。
在2017年的法国总统大选中，法国第25任总统埃马纽埃尔·马克龙在弗莱尔获得了72.22%的支持率。
| 弗莱尔历届市长 |                                        |                                |
| 任期           | 市长                                   | 党派                           |
| 1944年－1947年 | Henry Robbes 亨利·罗布                 | 不详                           |
| 1947年－1957年 | Pierre Leportier 皮埃尔·勒波尔迪埃     | 不详                           |
| 1957年－1967年 | Georges Vallée 乔治·瓦莱               | 不详                           |
| 1967年－1973年 | Émile Halbout 埃米尔·阿尔布            | MRP人民共和运动 CD法国民主中心 |
| 1973年－1977年 | Pierre Van der Gucht 皮埃尔·范德古赫特 | DVD右翼无党派人士              |
| 1977年－1978年 | Émile Halbout 埃米尔·阿尔布            | 無黨籍                         |
| 1978年－1983年 | Madeleine Louaintier 玛德莲·卢安迪埃   | UDF法国民主联盟                |
| 1983年－1989年 | Jean Douard 让·杜阿尔                  | UDF法国民主联盟                |
| 1989年－2001年 | Michel Lambert 米歇尔·朗贝尔           | PS社会党                       |

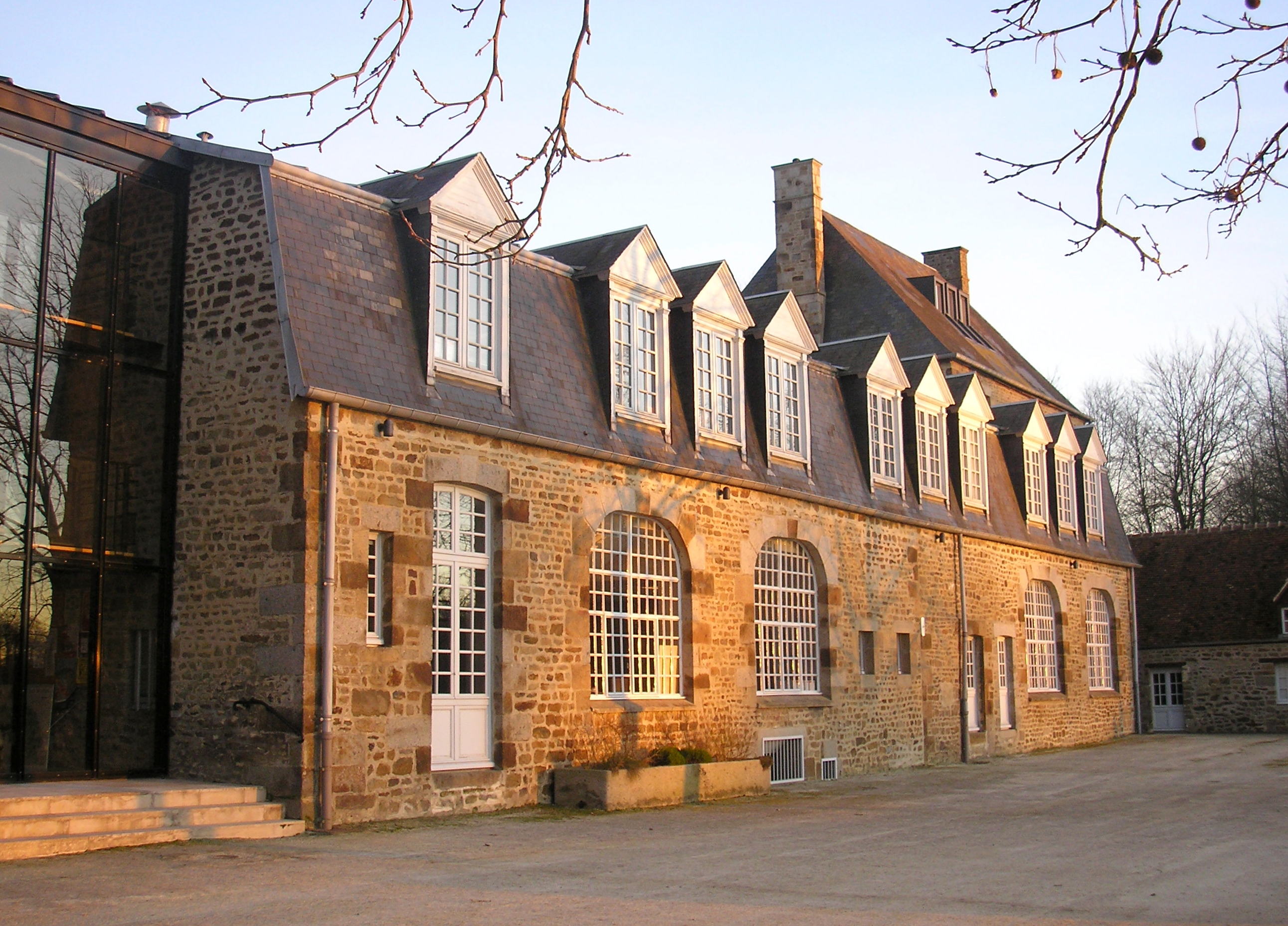
弗莱尔市政厅（2019年火灾前）

| 2001年－       | Yves Goasdoué 伊夫·戈阿杜埃            | PS社会党 →DVG左翼无党派人士    |

## 人口
2018年，弗莱尔市镇人口数量为14,779，在法国排名第654位。其中男性6,993人，女性7,786人，75岁及以上人口占11.3%，外籍人口数量为3,670人，人口密度为699人/平方公里，当地居民被称为（男性）或（女性）。2019年，弗莱尔境内出生140人，死亡人口191人。
| 年份   | 1936   | 1946   | 1954   | 1962   | 1968   | 1975   | 1982   | 1990   | 1999   | 2006   | 2011   | 2016   | 2018   |
| ------ | ------ | ------ | ------ | ------ | ------ | ------ | ------ | ------ | ------ | ------ | ------ | ------ | ------ |
| 人口數 | 12,900 | 12,336 | 13,010 | 14,634 | 17,683 | 20,486 | 18,911 | 17,888 | 16,947 | 16,094 | 15,077 | 14,766 | 14,779 |

## 经济

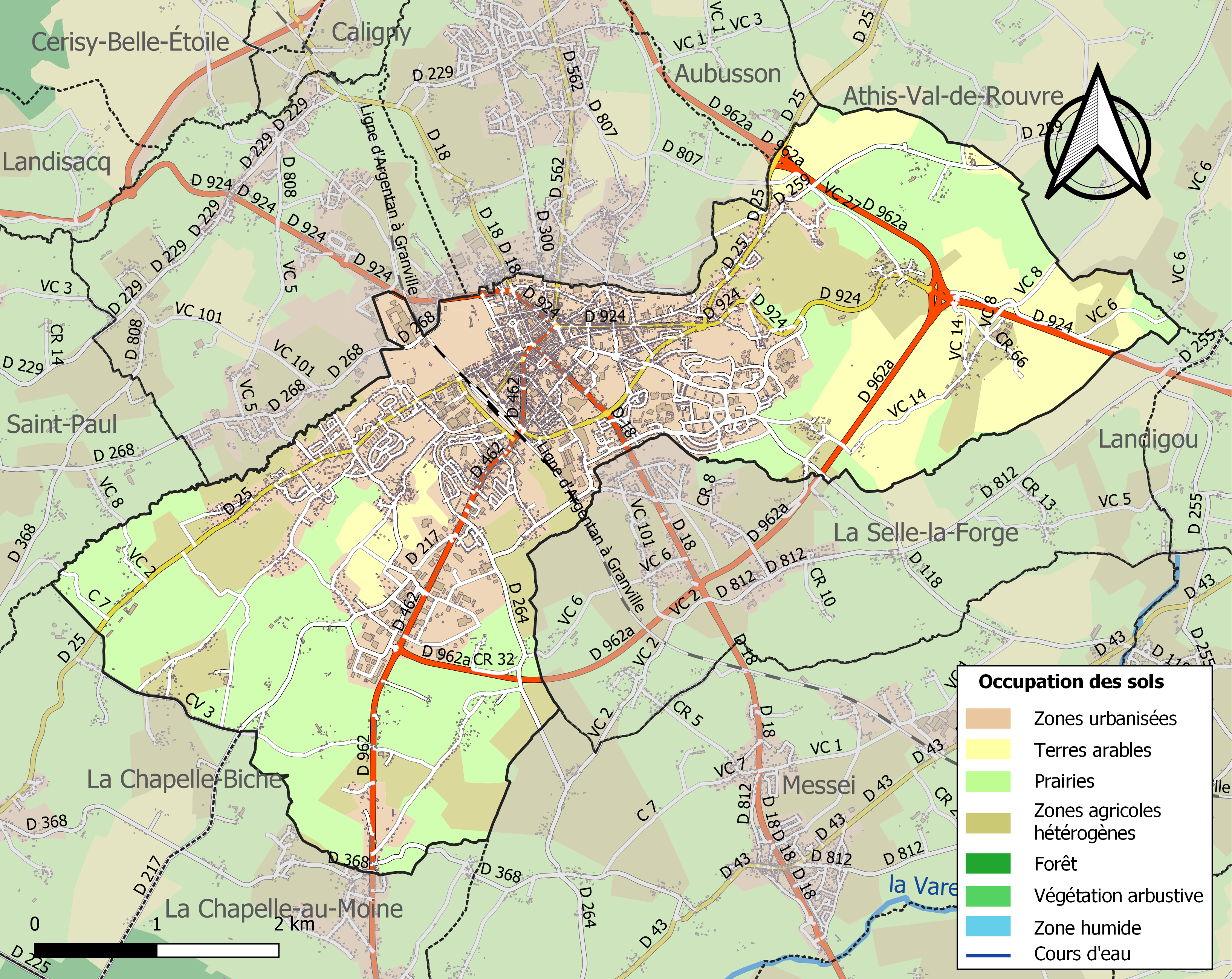
弗莱尔土地利用情况地图

弗莱尔是一个区域性的中心城市。截止2021年12月，当地共有各类用人单位（包含自雇）1,653家，平均历史为17年，其中96.33%为中小型企业（PME）。（空气清新剂生产）、（建材批发）及（汽车配件销售）是当地2020年营业额最高的三个企业，分别为93,497,575欧元、52,314,523欧元和13,438,379欧元。

## 财政与居民收入
2019年，弗莱尔的财政收入总额为18,519,500欧元，财政支出总额为15,652,900欧元，当年的债务总额为13,915,200欧元。2021年，弗莱尔共获得5,643,148欧元的国家财政补助，比上一年增加了0.83%。
2019年，弗莱尔的人均月收入总额为1,976欧元，其中高级职员为3,707欧元，低于法国平均水平（4,230欧元）；中级职员为2,193欧元，低于法国平均水平（2,411欧元）；普通职员为1,622欧元，亦低于法国平均水平（1,740欧元）。
2018年，弗莱尔境内的青壮年（15至64岁）失业率为21.2%，当地36.7%的家庭拥有纳税资格，平均纳税2,387欧元，低于法国平均水平（3,910欧元）。

## 社会事务

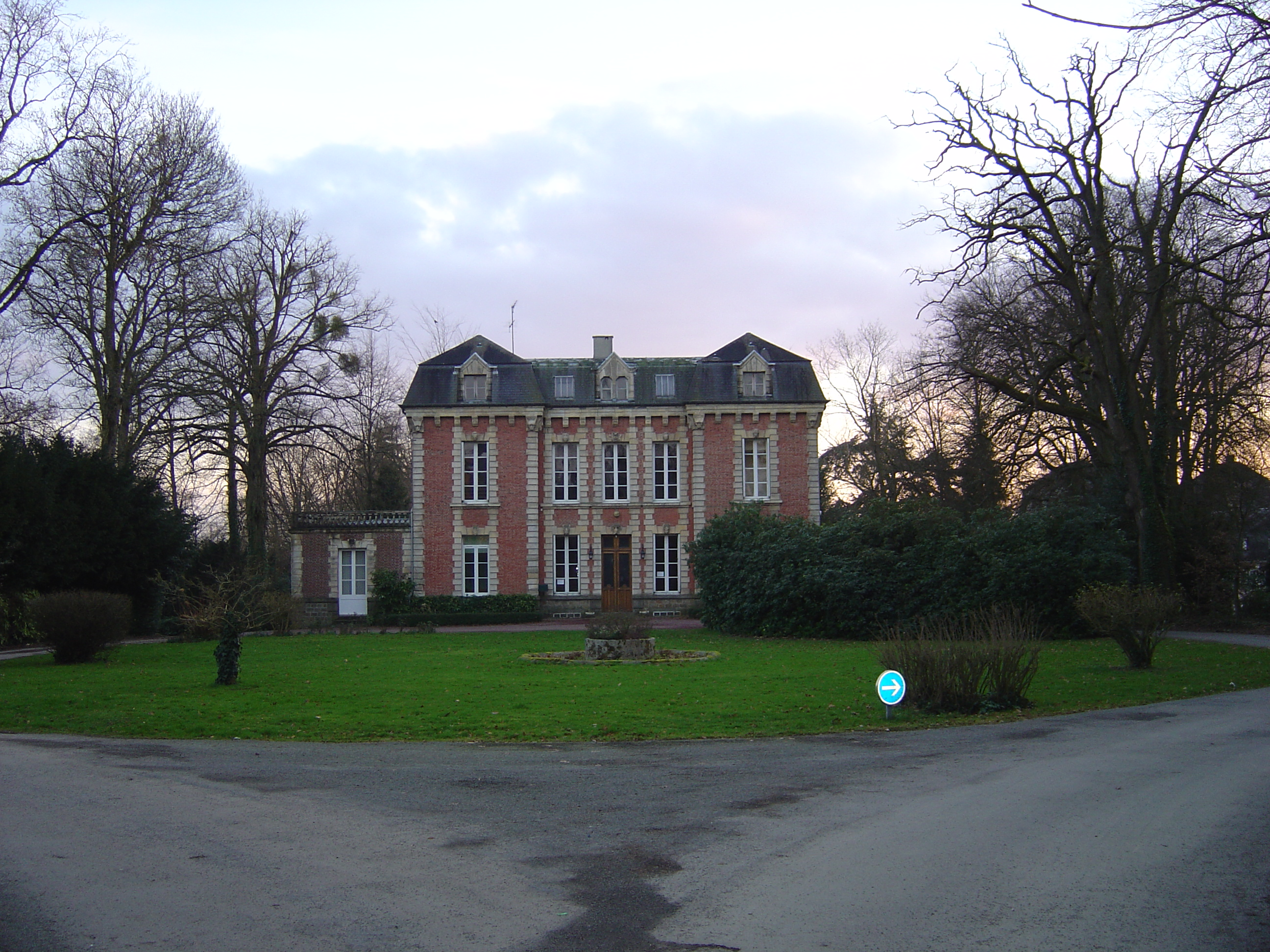
弗莱尔的一所初级中学

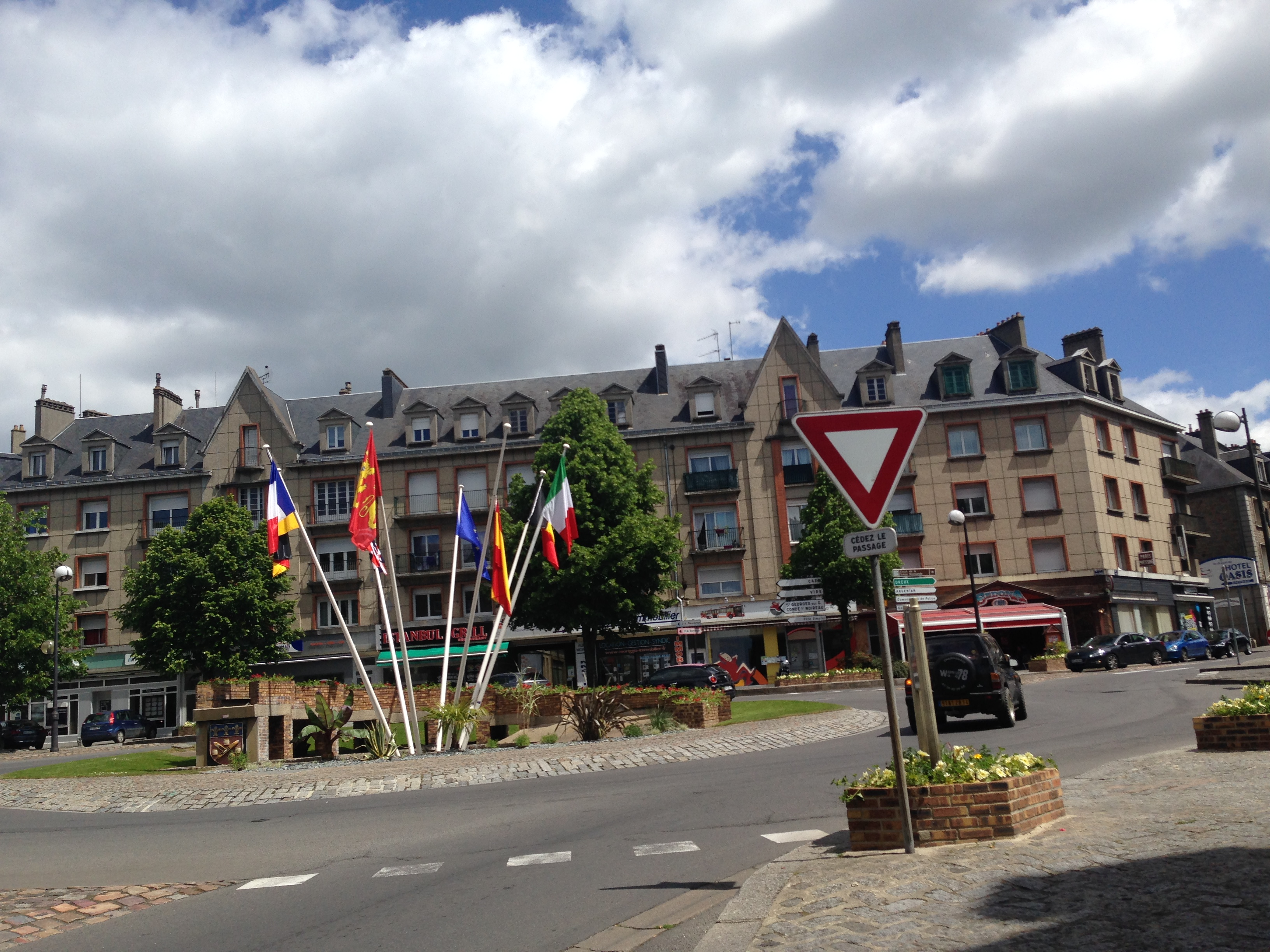
弗莱尔戴高乐将军环岛

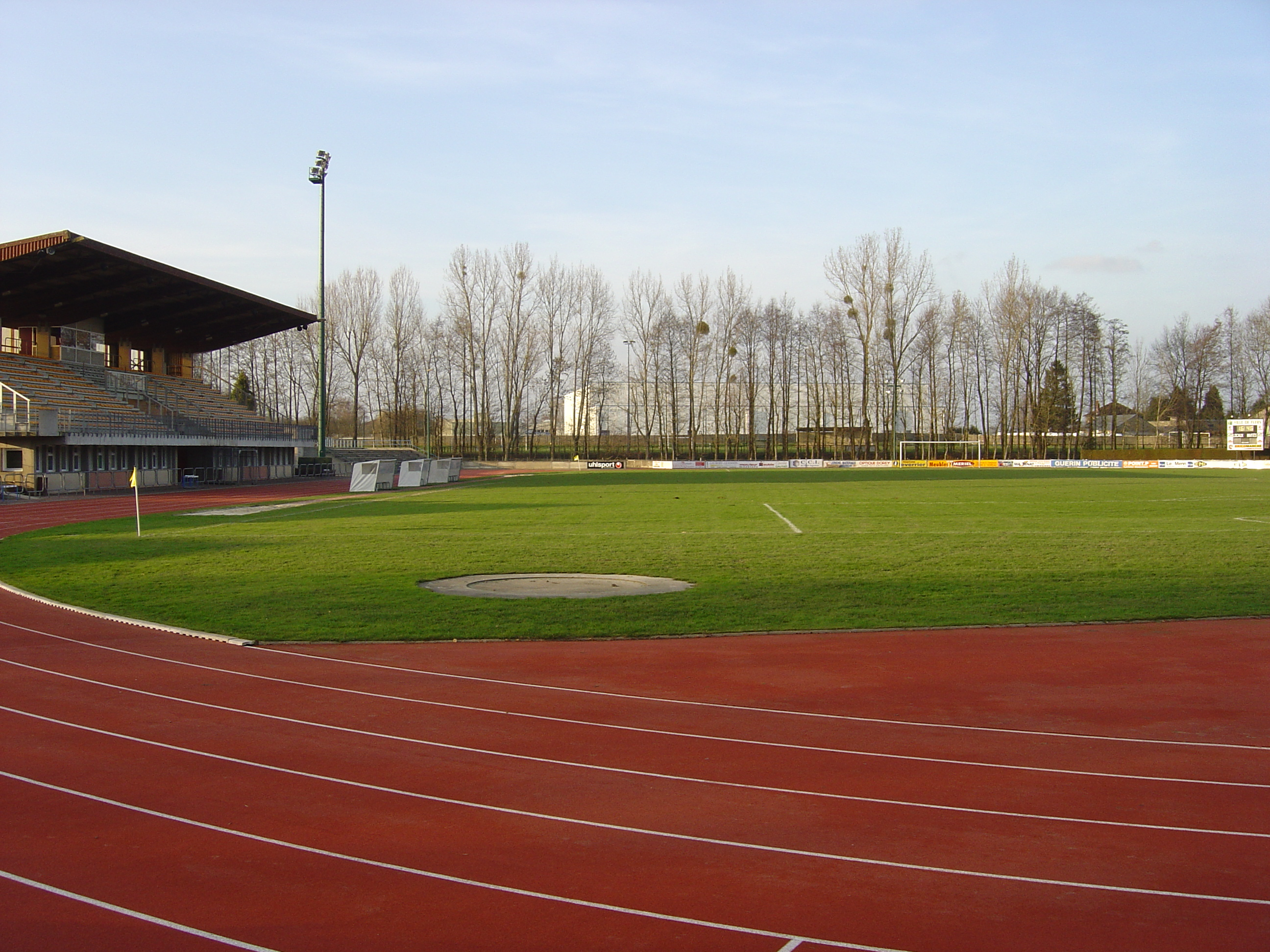
弗莱尔市政体育场

### 教育
弗莱尔属于诺曼底学区。截止2020年1月1日，弗莱尔境内共有2所幼儿园、7所小学、3所初级中学、2所普通高中。2018至2019学年度，弗莱尔境内共有在校中等教育阶段学生2,900名。

### 医疗
截止2020年1月1日，弗莱尔境内共有全科医生11名、保健师16名、牙医12名、护士35名、耳科医生1名、眼科医生1名、皮肤科医生1名、助产士2名和妇科医生1名。境内共有药房8家、养老院4家、残疾人帮扶中心5家。
弗莱尔中心医院，全名为“弗莱尔雅克·莫诺医院”（Centre Hospitalier Jacques Monod de Flers），是法国的一个区域性医疗机构，其主病区位于弗莱尔市区，设有床位237个，是当地规模最大的公立综合性医院。

### 住房
2018年，弗莱尔境内共有各类住房8,567套，其中47.1%为独立式居民区，52.4%为集中式居民区。常住房屋占弗莱尔市镇范围内居民建筑总量的85.2%。
在住房保障政策方面，2020年，弗莱尔境内共有2,487户家庭获得了住房经济补助，受益人数占总人口数量的16.8%，其中2,384份为房租补助。

### 商业
2019年，弗莱尔境内共有各类实体商铺444家，其中餐厅60家、大型超市10家、杂货店6家、面包房22家、肉铺12家、书店8家、装饰品店5家、银行门店17家、美容美发店27家、汽车维修店22家。弗莱尔市中心建有Intermarché及E. Leclerc超市，市区南部则建有开放式商业街区。

### 体育
2020年，弗莱尔境内共有1家游泳池、4间体育馆、1座综合体育场、7处网球场、1处马术场、4处足球或橄榄球场以及4处篮球或排球场。
截至2021年12月，弗莱尔境内共有两支注册足球俱乐部。其中弗莱尔足球俱乐部是当地的代表性足球队，成立于1904年，2021至2022赛季参加诺曼底大区足球联赛。

### 环境
弗莱尔的环境事务由其所属的公共社区负责。2019年，弗莱尔境内共有4家污染企业。

### 治安
2019年，弗莱尔市镇范围内共有1处宪兵队。2020年，该宪兵总队辖区内共4个市镇累计发生各类案件728起，其中盗窃类案件315起，经济类案件88起，毒品交易类案件73起。

## 文化
2020年，弗莱尔境内共有1家剧场、1家电影院和1家博物馆。弗莱尔市政府提供多媒体中心，向公众全年开放。

### 建筑
弗莱尔境内有多处历史建筑，其中弗莱尔城堡是当地的地标性建筑物，自1907年起被列入法国国家文物保护单位。圣日耳曼教堂最初建于20世纪初，1944年在诺曼底登陆战役中被炸毁，后得以重建。

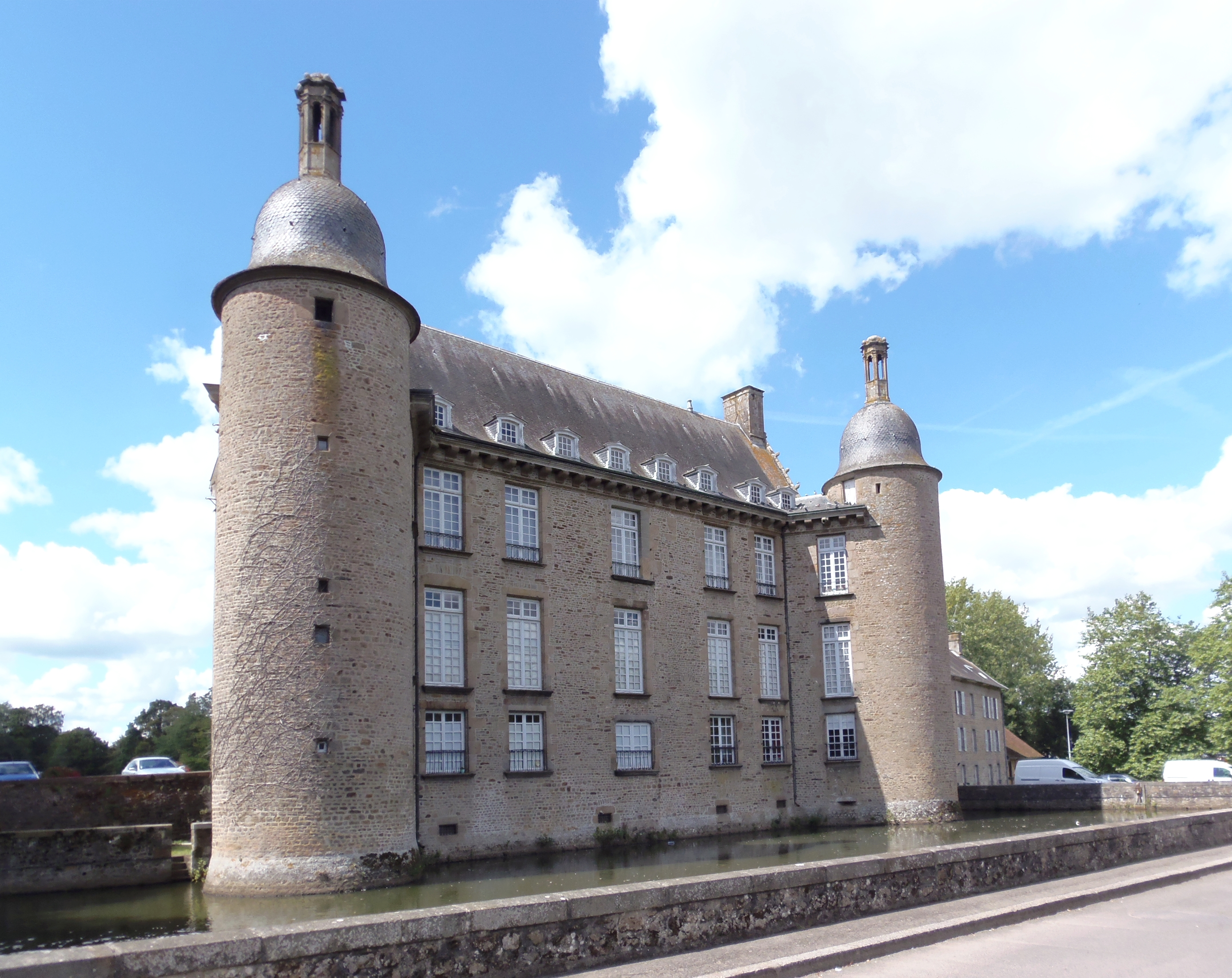
弗莱尔城堡（法语：Château de Flers (Orne)）（东侧）
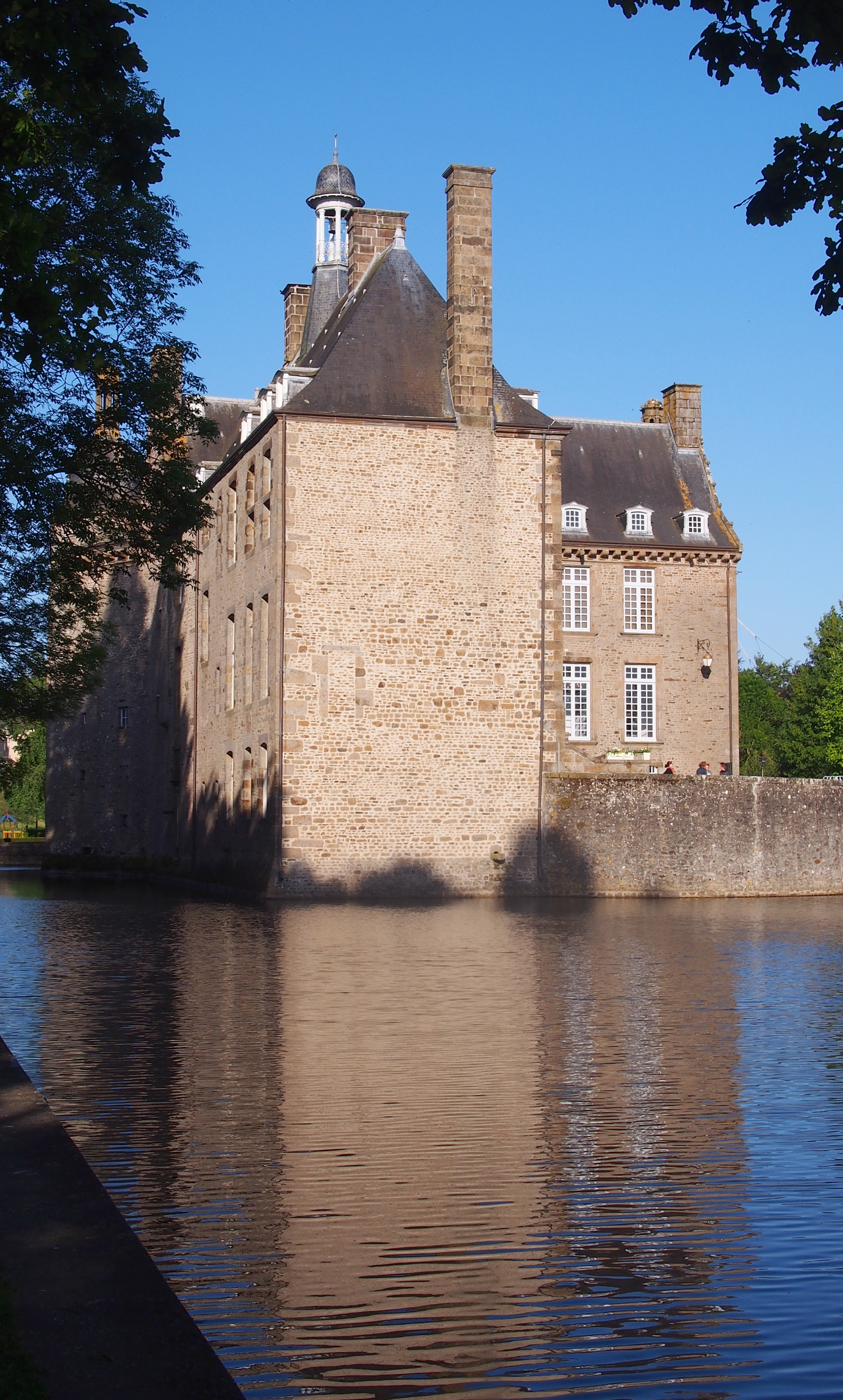
弗莱尔城堡（法语：Château de Flers (Orne)）（西侧）
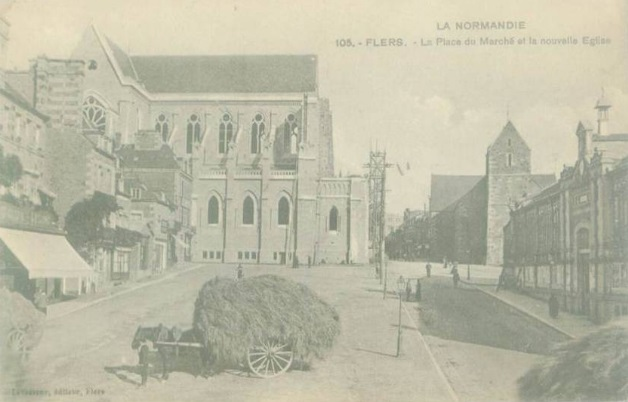
旧圣日耳曼教堂
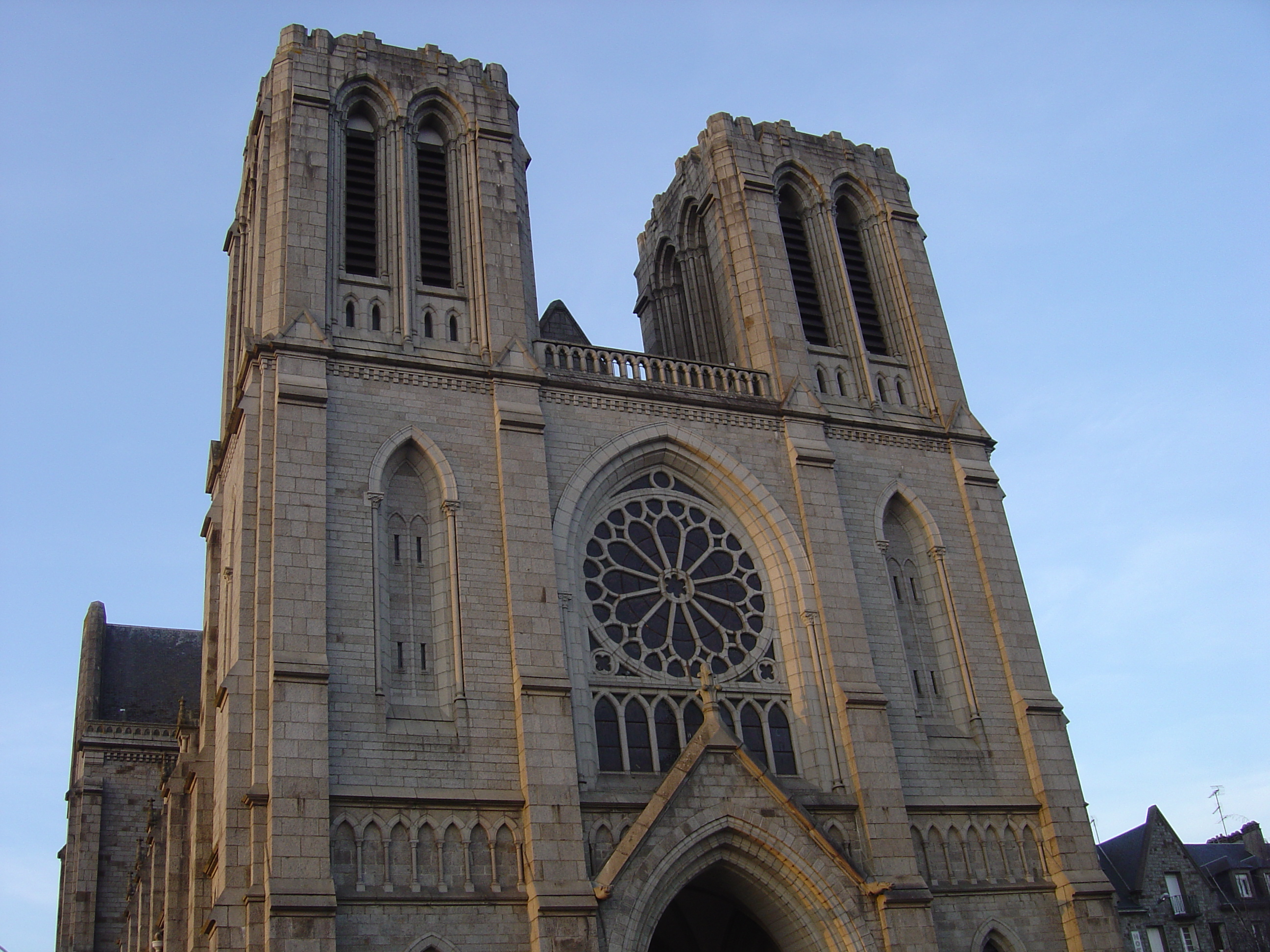
新圣日耳曼教堂
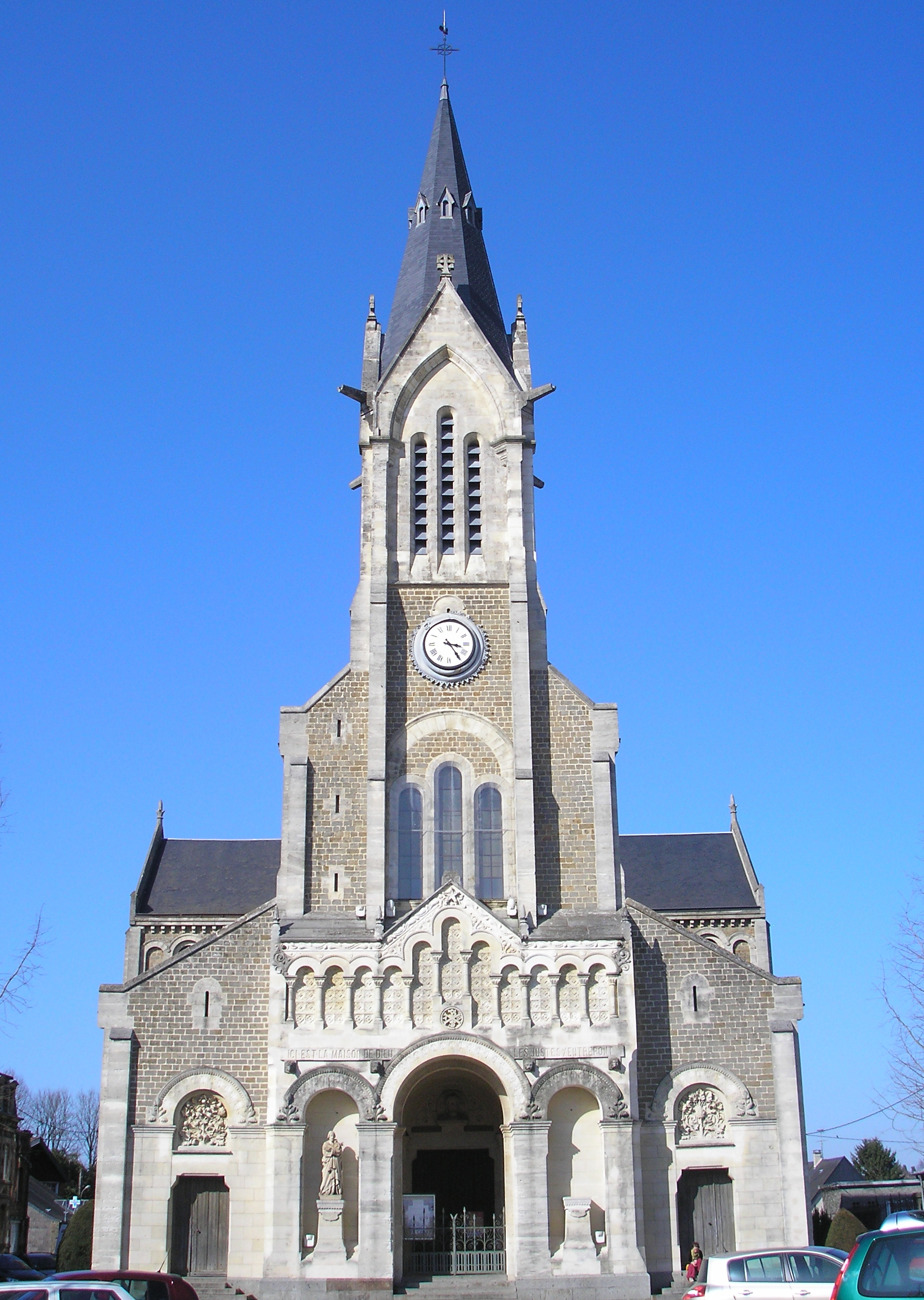
圣让教堂
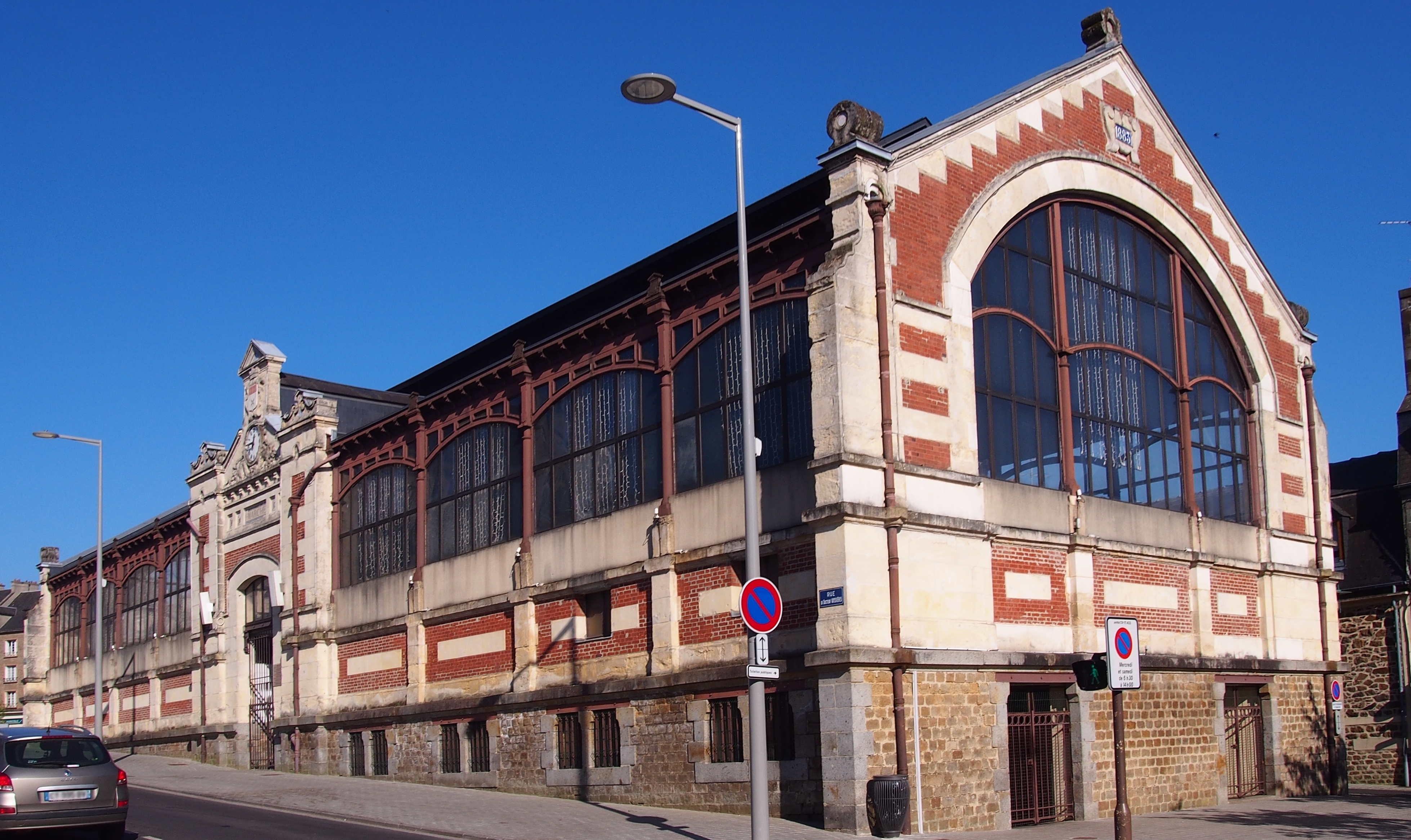
大堂集市
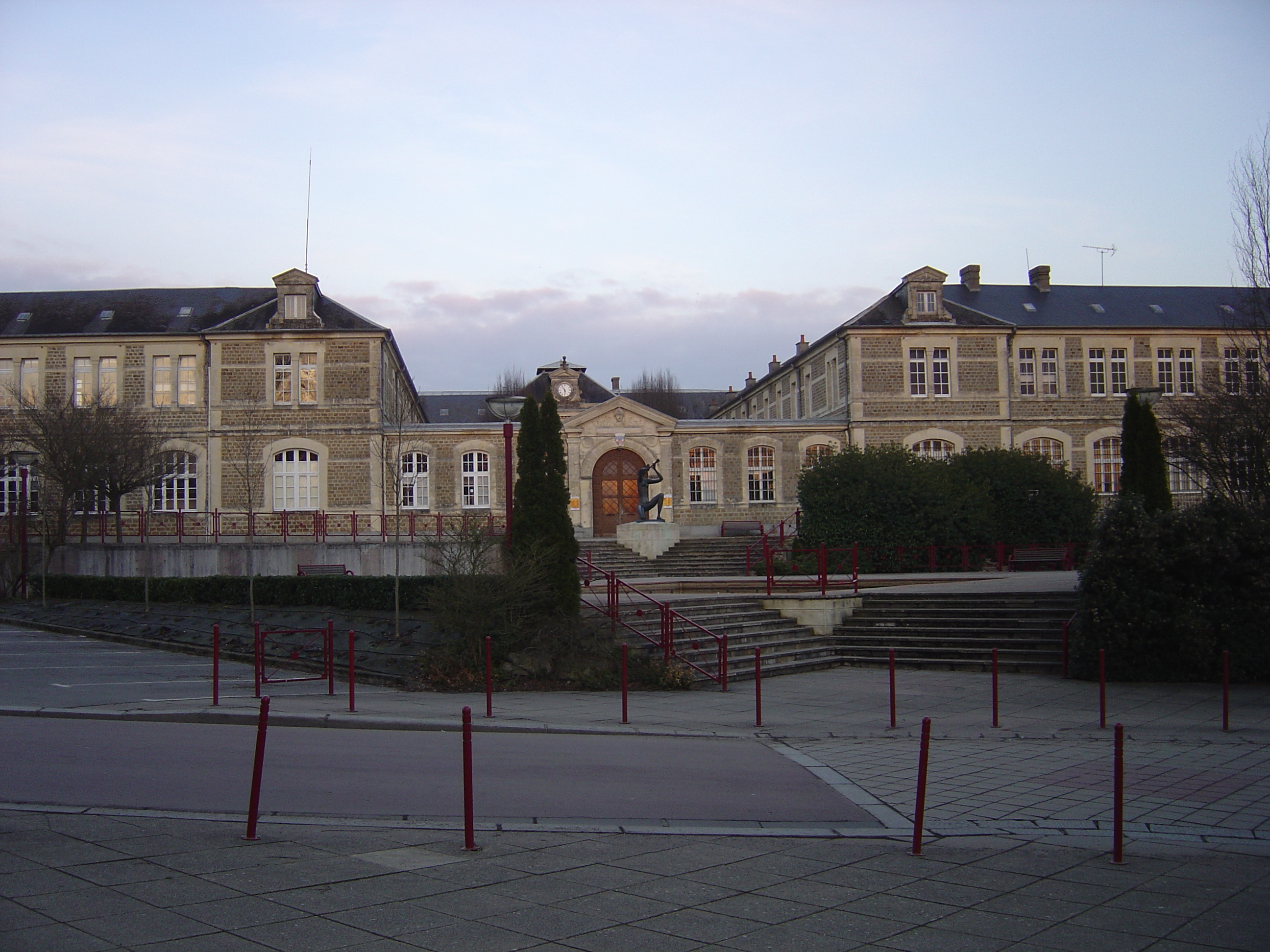
文化活动中心

### 旅游
弗莱尔的旅游事务由其所属的公共社区负责。2021年，弗莱尔境内共有4家酒店共计166间房间；另有1个露营地，可容纳共53辆露营车。

### 媒体
法国主要的媒体均可在弗莱尔接收，法国电视三台下属的诺曼底大区频道在部分时段播出弗莱尔所属区域的地方新闻。《奥恩战斗报》、《法国西部报》、诺曼底广播、蓝色法兰西卡尔瓦多斯-奥恩广播等是当地主要的地方性媒体。

## 相关人物
法国击剑运动员费尔南·茹尔当、前总理居伊·摩勒、法国参议院院长熱拉爾·拉舍爾、演员弗朗索瓦·莫雷尔和自行车运动员皮埃尔-亨利·勒奎西尼埃出生于弗莱尔。

## 友好城市
截至2021年12月，弗莱尔共与三座城市互为友好城市关系：
- 英格兰 沃明斯特[52]
- 布吉納法索 普恩杜（法语：Poundou）
- 德国 文斯托夫